# プラット・アンド・ホイットニー JT9D
JT9D は、アメリカにある3大航空機エンジンメーカーのひとつ、プラット・アンド・ホイットニーが製造した民生用ジェットエンジン（ターボファンエンジン）のシリーズである。

## 概要
高バイパス比ターボファンエンジンのさきがけともいえる存在でもあり、1960年代後半に開発され、現在は改良型のPW4000に進化している。いくつか派生形式があるが、ボーイング767型機、エアバスA300-600R型機、同A310型機に搭載された-7R4D型がPW4000シリーズに似た外観であるほかはみな似た外観を持っており、7R4D型とそれ以外の派生形式を見分けるのは容易だが、7R4D型以外の各形式を見分けるのは容易ではない。
なお、7R4D型はETOPS180分の認定を受けている。

## 開発の経緯
1961年、アメリカ空軍はC-133 カーゴマスターの後継となる大型輸送機を求め、幾つかの航空機メーカーへの開発を依頼し研究が始まる。
この内容を受け、エンジンメーカーも対応可能なエンジンの開発研究を開始する。この対応策としてエンジンメーカが考えたのが、高バイパス比ターボファンエンジンで、ターボジェットエンジンの前に直径の大きなファンを取り付け、適切なカウルを使用することでエンジン推力と低騒音の達成を目論んだ。ここで、エンジン中心部を通過するコア排気と、外側を通過するバイパス排気の割合をバイパス比という。
高バイパス比ファンエンジンの総推力は、空気流量とジェット排気速度の積となるので、ファンを大きくしてバイパス比を高くして大量の空気流量を確保して、総推力が増大させる。さらに　バイパス比を高くするほどコア排気とバイパス排気が混ざって、ジェット排気速度が音速以下で運航される機体速度に近づき、ジェット排気によって効率的に機体を推進できると同時にファンからの低温気流は、コアから噴出する高温高速の排気を包み込み騒音を抑える。
1963年、ゼネラル・エレクトリック（GE）社は、高バイパス比ファンエンジンのテストに入り、推力が2倍で燃料消費率が30パーセント低くなる目途を立てる。以降、大型機のエンジンはこの高バイパス比ファンエンジンを採用する方向となった。1963年後半には「CX-X計画」として、エンジン4発搭載型、総重量249t（55万ポンド）積載量81.6t（18万ポンド）およびマッハ0.75（805km/h）で飛行可能であり、胴体前後に貨物ドアを備えた機体が構想される。「CX-X計画」は、その後「CX-HLS計画」に名称が変更され、その仕様をもって、航空機メーカー各社に提案が求められ、ロッキード社、ボーイング社、ダグラス社、マーティン社、ジェネラル・ダイナミクス社がこの提案に応えた。
それら設計案の中から、ロッキード社、ボーイング社、ダグラス社案が次の選考に進む。一方この大型機のエンジンに関しては、4発搭載ということで、最大推力が18トンにもなる強力な推力を発揮する高バイパス比ターボファンエンジンの開発が必要となり、プラット・アンド・ホイットニー（P&W）社とゼネラル・エレクトリック（GE）社というアメリカを代表するメーカーが名乗りを上げる。なお当時のエンジンは、ボーイング707型機やDC-8型機に採用されていたファンエンジンのJT3Dの代表的モデルのJT3D-5Aが直径1.3m、バイパス比1.4、最大推力9.5トンであった。それに対して、高バイパス比ファンエンジンのP&W社製のJT9D-1は直径2.36mのファンを備え、バイパス比は5、最大推力は18.6トンになった。この高バイパス比ターボファンエンジンのJT9D-1のエンジンの構成は、ファンセクション/低圧圧縮機/高圧圧縮機/燃焼室/高圧タービン/低圧タービンからなる構成で2軸式のエンジンになっている。
この大型輸送機の提案に関しては、ロッキード社に開発が委ねられることに決定した。敗れたボーイング社の設計案は、この大型機開発の技術・スタッフを民間機向けに転用し、民間向けのボーイング747（B747）へと発展させる。しかしながらB747は開発が進むにつれて予定重量が増加し、1965年12月には重量249トンの予定が、18ヵ月後には80トンもオーバーしていた。そのためJT9Dエンジンに対して、開発期限が限られた上に、予定よりも大きな推力が求められた。そこでP&Wは、JT9Dエンジンの基本設計を変えずに当初よりも大推力を得るために、コア側の改良を加え順次推力向上を行い機体側の要求に対処する方針をとった。この派生型の開発では、B747以外の機体にも装着されるようになった後年は、コア側のみではなく外形変更を伴う改良（ファン直径の拡大）も行われるようになった。
高バイパス比ターボファンエンジンでは、ファンの口径が巨大になるのでファンブレードには，鳥などの衝突に耐えられるだけの強度と軽量化が必要になる。そこでP&Wは、ファンブレードの素材にチタン合金を用いて、軽量化と強度の両立を図った。>高バイパス化実現のためには、エンジン・コア部分からのコア排気によって推力を発生させると同時に、タービンを回転させて巨大なファンや圧縮機の駆動動力を確保する必要がある。そこでP&Wは、コア排気の推力増大に力を注いだ。コア部分の推力を増すためには燃料流量を増やせばよいが、そのためには高温ガスを浴びて高速回転するタービンブレードに、さらなる高温高強度が必要になる。そこで　高温高強度のタービンブレードを求めて、新たな素材と製造方法が導入された。
素材の面では耐熱合金が開発された。1960～70年代にはファンや圧縮機などの低温部にはチタン合金が、高温部には耐熱合金であるニッケル合金が使用されるようになった。
製造方法の面では、耐熱性を高めるために、精密鋳造による空冷タービンが開発された。従来の精密鍛造で加工されたニッケル合金は、加工が困難であることから、精密鋳造を利用してタービンブレードを中空成形し、相対的に低温の圧縮空気をブレード内部に流すことで冷却が可能になったのである。また，精密鋳造により耐熱合金の結晶構造を操作することで、耐熱性が改善された。高温での金属破壊のほとんどは、金属の原子配列の向きが乱れた領域である結晶粒界に沿って発生する。そこで、破壊の原因を取り除いた一方向凝固ブレードや単結晶ブレードが開発された。
一方向凝固ブレードは、遠心力のかかる外方向への結晶粒界を少なくすることで高温強度が高められた。その製法は、セラミック製の鋳型に溶湯を注ぎ、徐々に炉から引きだすことにより結晶を一方向の柱状に凝固成長させるというものである。単結晶ブレードは、一方向凝固ブレードでは外方向に結晶が何層にも成長するのに対して、一方向凝固ブレードの製造装置に豚の尻尾のようなセレクタを取り付けることで、一つの結晶を選択して、ブレード全体を一様の結晶質に製造したものである。
JT9Dのシリーズ展開としては、JT9D-1からさらに推力を高めたのがJT9D-3（推力19.8トン）で、このエンジンでB747-100は、当初の予定より航続距離を低下させて就航を開始する。しかしながら、まだ推力が不足していたので水噴射装置付のJT9D-3W（推力20.4トン）に換装した。ジェットエンジンの水噴射は、レシプロエンジンの水メタノール噴射と同様に噴射した水又は水メタノール混合液を気化させ吸入空気温度を下げる事で空気密度を増してタービン入口温度を下げ、その分だけ燃料を更に多く燃焼させる事で推力を増加させる。しかしながらB747にとっては、水メタノール噴射を採用したJT9Dであっても推力が低く、当初の航続性能を発揮することができなかった。そこで、1968年10月には最大離陸重量を352トンとして燃料搭載量を増加させた長距離型B747-200の開発着手を発表、エンジンをJT9D-7（推力20.7トン）に換装して、最大離陸重量334.7tを達成した。さらにP&Wは、JT9D-7をベースに推力向上と燃費改善を図っていった。

## 搭載機種
ボーイング747クラシックやマクドネルダグラスDC-10など割合古い形式に搭載されていることが多いが、ボーイング767などいわゆる第4世代のジェット機にも一部搭載されている。

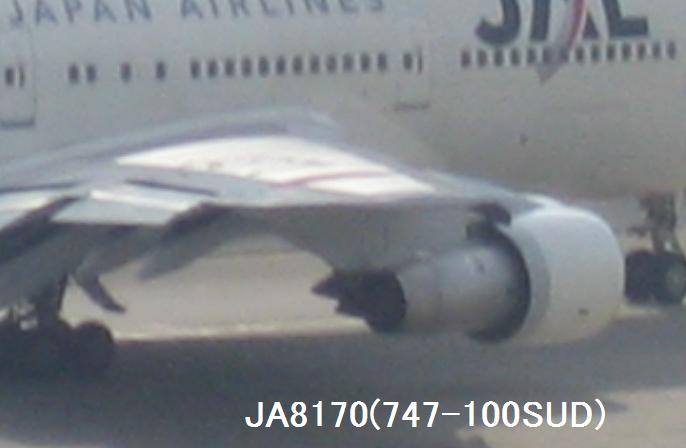
JA8170(747-100SUD)に搭載されているJT9D-7Aエンジン

### JT9D-1型
初めてP&Wが設計した高バイパス比ターボファンエンジン。機体の重量が重くなり推力不足で採用ができなくなった。

### JT9D-3A型
- ボーイング747-100

初めてボーイング747-100に搭載されたエンジン。推力が低く、オプションで水メタノール噴射を使用したJT9D-3Wを用意した。

### JT9D-7A型
- ボーイング747-100
- ボーイング747SR-100
- ボーイング747SP

JT9D-3Aのコア側の圧縮機に改良を加えて、推力と耐久性の改善を行った。水噴射に関しては、オプションで設定している。

### JT9D-7Q型
- ボーイング747-200B

JT9D-7Aのシリーズから水噴射を廃止して推力向上を実施。

### JT9D-7R4G2型
- ボーイング747-200B/200F
- ボーイング747-300

ボーイング747に搭載されるJT9Dの最終進化版。ファンの構造を大幅に変更して、推力と燃費を改善した。

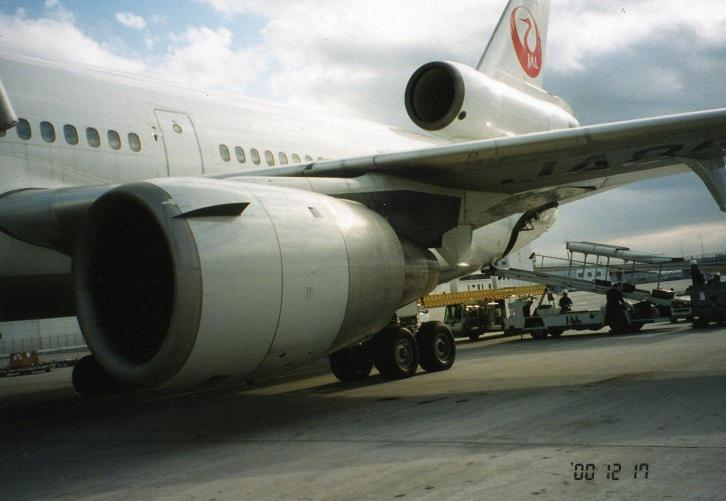
JA8548(DC10-40D)に搭載されているJT9D-59Aエンジン

### JT9D-59A型
- マクドネル・ダグラス DC-10-40
- エアバスA300-B2/B4

セイムカウルコンセプトで、JT9D搭載可能機材に対してのカウルの統一化を図った。エンジンとしては、ファン直径を拡大して推力増強を行い、水噴射を廃止した。JT9D-7Aの進化版になるように開発したが、後程設計したJT9D-7Qのほうがユーザからの評判がよく、比較的少数の生産にとどまった。

### JT9D-7R4D型
- ボーイング767

### JT9D-70A型
- ボーイング747-200B

エンジン本体はDC-10-40に搭載されたJT9D-59A型で、カウルも-59A型のものを流用しているのが特徴。外観が通常のボーイング747向け仕様（-7A、-7Q、-7R4G2など）と異なり、GE社製のCF6風となっている。ごく少数のみ生産された。
※これ以外にもいくつか細かな派生形式がある。

## 要目(JT9D-7A)
- 軸流式ターボファンエンジン
- 直径：2,247 mm
- 全長：3,255 mm
- 重量：4 t
- 最大出力：21 t
- 圧縮比：22.3
- バイパス比：5.15
- ファン段数：1
- 圧縮機段数：低圧3、高圧11
- タービン段数：高圧2、低圧4

## 展開
|                           | JT9D-3A | JT9D-7 | JT9D-20 | JT9D-7Q/7Q3 | JT9D-59A/70A | JT9D-7R4D/D1 | JT9D-7R4H1 |
| ------------------------- | ------- | ------ | ------- | ----------- | ------------ | ------------ | ---------- |
| 静止推力(ポンド)          | 45800   | 47900  | 49400   | 53000       | 53000        | 48000        | 56000      |
| 基本エンジン重量 (ポンド) | 8608    | 8850   | 8450    | 9295        | 9155         | 8905         | 8885       |
| 全長 (インチ)             | 128.2   | 128.2  | 128.2   | 132.1       | 132.2        | 132.7        | 132.7      |
| ファン直径 (インチ)       | 92.3    | 92.3   | 92.3    | 93.6        | 93.6         | 93.4         | 93.4       |